# Matatarō Matsumoto
Matatarō Matsumoto (jap. 松本亦太郎 Matsumoto Matatarō; ur. w 1865, zm. 24 grudnia 1943) – japoński psycholog, który jako pierwszy wprowadził w Japonii metody i techniki psychologii doświadczalnej opracowane w Niemczech i Stanach Zjednoczonych.
Matatarō Matsumoto urodził się w 1865 roku, w miejscowości Takasaki, jako drugi syn samuraja, Iino Tsubasy. Około 1880 roku został adoptowany przez Kanjurō Matsumoto, burmistrza miasta Kuragano. Matatarō poślubił najstarszą córkę Kanjurō, Ito.
Uczył się psychologii u Yūjirō Motory na Cesarskim Uniwersytecie Tokijskim. Studiował również na Uniwersytecie Lipskim u Wilhelma Wundta oraz na Uniwersytecie Yale. Na tym ostatnim otrzymał doktorat w 1899, po przedstawieniu pracy zatytułowanej Research in Acoustic Space. W 1908 został pierwszym profesorem psychologii na Cesarskim Uniwersytecie Kiotyjskim. Założył laboratoria w Tokio i Kioto, gdzie uczył wielu późniejszych wybitnych japońskich psychologów. W 1913 objął katedrę w Tokio, zastępując zmarłego Motorę. Przeszedł na emeryturę w 1926. Zorganizował Japońskie Towarzystwo Psychologiczne i przyczynił się do powstania wielu czasopism specjalistycznych poświęconych psychologii.